# Mr.Boo!ミスター・ブー
『Mr.Boo!ミスター・ブー』（原題：半斤八両、英題：The Private Eyes）は、ホイ兄弟演じる私立探偵のドタバタ活躍を描く、1976年のコメディ香港映画。
ゴールデン・ハーベスト製作のホイ兄弟作品としては3作目だが、日本においては1979年2月に本作が最初に公開されてヒットしたことから、「Mr.Boo!」シリーズ第1弾と紹介されている。

## あらすじ
ウォン（マイケル・ホイ）は香港の私立探偵。助手チョンボ（リッキー・ホイ）と秘書ジャッキー（テレサ・チュウ）とともに探偵事務所を営んでいるが、持ち込まれるのは浮気や万引きなどのケチな事件ばかり。
そんなウォンの零細事務所へ、カンフーの得意なお調子者キット（サミュエル・ホイ）が求職に訪れる。一度は断ったウォンだったが、直後に起きたスリ騒ぎでの鮮やかな対応を見て渋々雇い入れる。
二人の助手をこき使い、相変わらずせこい事件を体当たりで解決していくウォン。次の調査は映画館への爆弾脅迫事件。だが、その映画館には脅迫犯のみならず、凶悪な強盗団も狙いをつけていた。

## スタッフ
- 監督・脚本：マイケル・ホイ（許冠文）
- 製作：レイモンド・チョウ（鄒文懐）
- 撮影：チャン・ヤオ・チュウ（張耀祖）
- 音楽：サミュエル・ホイ（許冠傑）、ザ・ロータス（蓮花楽隊）
- 応援監督：ジョン・ウー（呉字森）
- 武術指導：サモ・ハン・キンポー（洪金寶）
- 日本公開版ポスターデザイン：太田宏明（現：ファロ・夢）
- 日本公開版イメージソング：Mr.BOO&CHAN CHAN BROTHERS BAND「Mr.BOO!」

原曲：半斤八兩（The Private Eyes）作詞・作曲：サミュエル・ホイ （許冠傑）
訳詞：赤塚不二夫

## キャスト
| 役名 / 吹替役名                        | 俳優                                           | 日本語吹き替え版 |
| -------------------------------------- | ---------------------------------------------- | ---------------- |
| ウォン・ヨクシー（黄若思） / 所長      | マイケル・ホイ（許冠文）                       | 広川太一郎       |
| レイ・コウキ（李國傑） / キット        | サミュエル・ホイ （許冠傑）                    | ビートたけし     |
| フグ（鶏泡） / ダイ・チョンボ          | リッキー・ホイ（許冠英）                       | ビートきよし     |
| 秘書ジャッキー（枳琪）                 | テレサ・チュウ （アンジー・チュウ） （趙雅芝） | 麻上洋子         |
| 強盗団のボス                           | シー・キエン（石堅）                           | 小林清志         |
| 警部                                   | リチャード・ン（呉耀漢）                       | 及川ヒロオ       |
| チュン・モック                         | ジュー・ムー（朱牧）                           | 石森達幸         |
| アチョー                               | ウォン・ハー（黄蝦）                           | 塚田正昭         |
| レストランの格闘相手                   | チャン・キン・ワン（陳剣雲）                   |                  |
| ラブホテルの案内員                     | スタンリー・ホイ（許冠武）                     |                  |
| 空手道場主                             | レイナルド・マリア・コルデリオ（郭利民）       |                  |
| 爆弾脅迫犯                             | ツァン・チョウラム（曾楚霖）                   |                  |
|                                        |                                                |                  |
| 日本劇場公開時の独自編集版追加キャスト |                                                |                  |
| チンピラ                               | サモ・ハン・キンポー（洪金寶）                 | 安西正弘         |

- 日本語吹き替え版 - 初回放送1981年5月2日、フジテレビ『ゴールデン洋画劇場』
  - 字幕翻訳 - 矢野留美子
  - 吹替翻訳 - 山田実
- DVD版 - 2001年にスパイクドラゴンより初DVD化。日本語の吹き替え音声は未収録だが英語版の音声を収録しており、サミュエル・ホイが歌う主題歌の英語版を聴くことが出来る。2005年8月26日に『Mr.BOO ! DVD-BOX』（5,000セット限定生産）として発売時、フジテレビ放送版の日本語音声を初収録しDVD化（ただし、編集はオリジナル版に基づく）。その後、2007年5月10日に単品廉価版発売。

## エピソード
- 作品の随所に『ジョーズ』、『燃えよドラゴン』、『007』、『刑事コロンボ』、『ピンク・パンサー』、『荒野の七人（七人の侍）』、『スパイ大作戦』等のパロディが見受けられる。
- 『燃えよドラゴン』で悪の首領ハン役でブルース・リーと激闘を演じたシー・キエンが強盗団のとぼけたボス役を好演している。
- 警察署長役で出演したリチャード・ンは、その後ジャッキー・チェン主演のスパルタンX・五福星・大福星等に出演し、当地の主演男優賞を受賞するなど、香港映画界に欠かせない存在となった。
- 日本での初公開は「グリーン・ホーネット／電光石火」との同時上映であった。
- 『ゴールデン洋画劇場』はタレントによる吹き替えに積極的であり、本作にもツービートが起用された。ツービートの人気と話題性に加え、当時のビートたけしがサミュエルに似ているとの関連性もあった。
- マイケル役の広川太一郎は、「元がつまらないギャグ映画だったので『モンティ・パイソン』[注 4]みたいに本編と関係なく徹底的にふざけた声にしようと思った」と回想している。
- 日本劇場公開第3弾となった『Mr.Boo!ギャンブル大将』には、香港オリジナル版からカット（差し替え）されたシーンがある。そのサミュエルとサモ・ハン・キンポーとの乱闘シーンは、本作の日本劇場公開時に挿入され、フジテレビ放映版にも採用された。当該シーンは本作のビデオソフトには未収録だが、『Mr.Boo!ギャンブル大将』のDVDに特典映像として収録されている（ただし字幕のみ）。
- 公開当時の日本版レコードおよび映画パンフレットに、「BOOになる心得（十カ条）」として以下が掲載された。
  1. 永遠に二枚目でない男であること。
  2. ケチ､しかし貯金はゼロの男であること。
  3. 吉野屋の牛丼と、養老の滝の牛丼、どちらがうまいか毎日食べ比べてみるような男であること。
  4. カラオケで「うまい!プロになれ」と言われて、本当にレコード会社に売り込みに行くような男であること。
  5. 時々、ネクタイのしめ方を忘れて鏡の前で1時間、真剣に悩むような男であること。
  6. 「人生はかけだ」とえらそうなことをいいながらパチンコをやり、いつも負けて後悔するような男であること。
  7. 女性には全く関心がないような顔をして、毎日パンツを変え、エチケットライオンと、ワキガを気にして8×4を欠かさず使用するような男であること。
  8. もちろん女を愛し、男にも同等の愛情行為を向けられるような男であること。
  9. 映画は東和[注 5]しか見ないといいながら、何とかタダで映画を見ようと努力するような男であること。
  10. 決して、人を憎まないいい性格の男であること。
- 1981年の映画『駅 STATION』で本作品の映像が流用されている。